# Zeria kapangana
Espèce
Synonymes
- Solpugarda kapangana Benoit, 1960

Zeria kapangana est une espèce de solifuges de la famille des Solpugidae.

## Distribution
Cette espèce est endémique du Congo-Kinshasa. Elle se rencontre vers Kapanga.

## Étymologie
Son nom d'espèce lui a été donné en référence au lieu de sa découverte, Kapanga.

## Publication originale
- Benoit, 1960 : Les Solifuges du Congo Belge et du Ruanda-Urundi. Revue de Zoologie et de Botanique Africaines, vol. 62, p. 277–288.